# Rabouillet
Rabouillet är en kommun i departementet Pyrénées-Orientales i regionen Occitanien i södra Frankrike. Kommunen ligger i kantonen Sournia som tillhör arrondissementet Prades. År 2022 hade Rabouillet 87 invånare.

## Befolkningsutveckling
Antalet invånare i kommunen Rabouillet
| Referens: INSEE |